# Siphona scutellata
Siphona scutellata là một loài ruồi trong họ Tachinidae.